# Bocha nos Jogos Paralímpicos de Verão de 2012 - Equipes BC1-2
A disputa da modalidade Pares classe BC4 da bocha nos Jogos Paralímpicos de Verão de 2012 foi realizada entre os dias 2 e 4 de setembro no Complexo ExCel em Londres.
O evento é disputado por equipes nacionais formadas por atletas de duas classes: A classe BC1 é composta por atletas com outras deficiências e que tenham dificuldade em arremessarem a bola. A classe BC2 é composta por atletas com paralisia cerebral que possuem uma dificuldade menor em segurar e arremessar a bola. Não recebem nenhum tipo de assistência. Homens e mulheres competem na mesma prova e todos são cadeirantes.

## Medalhistas
|  | THA Tailândia                                                              |  | CHN China                                  |  | GBR Grã-Bretanha                                  |
|  | Witsanu Huadpradit Mongkol Jitsa-Ngiem Pattaya Tadtong Watcharaphon Vongsa |  | Yan Zhiqiang Yuan Weibo Zhang Qi Zhong Kai |  | Dan Bentley Nigel Murray Zoe Robinson David Smith |

## Equipes
| Atleta            | Gênero | Classe |
| ----------------- | ------ | ------ |
| Pablo Cortez      | M      | BC2    |
| Pablo González    | M      | BC2    |
| Mauricio Ibarbure | M      | BC1    |
| Gabriela Villano  | F      | BC1    |

| Atleta                | Gênero | Classe |
| --------------------- | ------ | ------ |
| José Carlos           | M      | BC1    |
| Luisa Lisboa dos Reis | F      | BC2    |
| Natali Mello de Faria | F      | BC2    |
| Maciel Sousa Santos   | M      | BC2    |

| Atleta           | Gênero | Classe |
| ---------------- | ------ | ------ |
| Adam Dukovich    | M      | BC2    |
| Tammy Mcleod     | F      | BC2    |
| Brock Richardson | M      | BC1    |
| Dave Richer      | M      | BC2    |

| Atleta       | Gênero | Classe |
| ------------ | ------ | ------ |
| Yan Zhiqiang | M      | BC2    |
| Yuan Weibo   | M      | BC1    |
| Zhang Qi     | F      | BC1    |
| Zhong Kai    | M      | BC2    |

| Atleta       | Gênero | Classe |
| ------------ | ------ | ------ |
| Dan Bentley  | M      | BC2    |
| Nigel Murray | M      | BC2    |
| Zoe Robinson | F      | BC2    |
| David Smith  | M      | BC1    |

| Atleta        | Gênero | Classe |
| ------------- | ------ | ------ |
| Karen Kwok    | F      | BC2    |
| Mei Yee Leung | F      | BC1    |
| Kam Lung Wong | M      | BC1    |
| Hiu Lam Yeung | F      | BC2    |

| Atleta           | Gênero | Classe |
| ---------------- | ------ | ------ |
| Roberta Connolly | F      | BC2    |
| Tom Leahy        | M      | BC2    |
| Padraic Moran    | M      | BC2    |
| Gabriel Shelly   | M      | BC1    |

| Atleta            | Gênero | Classe |
| ----------------- | ------ | ------ |
| Taemi Akimoto     | F      | BC1    |
| Takayuki Hirose   | M      | BC2    |
| Yuriko Shibayama  | F      | BC1    |
| Hidetaka Sugimura | M      | BC2    |

| Atleta               | Gênero | Classe |
| -------------------- | ------ | ------ |
| João Paulo Fernandes | M      | BC1    |
| Fernando Ferreira    | M      | BC2    |
| Cristina Gonçalves   | F      | BC2    |
| Abílio Valente       | M      | BC2    |

| Atleta         | Gênero | Classe |
| -------------- | ------ | ------ |
| Jeong So-Yeong | F      | BC2    |
| Ji Kwang-Min   | M      | BC1    |
| Kim Myeong-Su  | M      | BC1    |
| Sohn Jeong-Min | M      | BC2    |

| Atleta                   | Gênero | Classe |
| ------------------------ | ------ | ------ |
| Francisco Beltran Manero | M      | BC1    |
| Pedro Cordero Martín     | M      | BC2    |
| Manuel Martín Pérez      | M      | BC2    |
| Jose Prado Prado         | M      | BC1    |

| Atleta              | Gênero | Classe |
| ------------------- | ------ | ------ |
| Witsanu Huadpradit  | M      | BC1    |
| Mongkol Jitsa-Ngiem | M      | BC2    |
| Pattaya Tadtong     | M      | BC1    |
| Watcharaphon Vongsa | M      | BC2    |

## Fase de grupos

### Grupo A
| Equipe            | J | V | D | PF | PS | S   |
| ----------------- | - | - | - | -- | -- | --- |
| KOR Coreia do Sul | 2 | 2 | 0 | 24 | 6  | 18  |
| BRA Brasil        | 2 | 1 | 1 | 14 | 12 | 2   |
| IRL Irlanda       | 2 | 0 | 2 | 5  | 25 | –20 |

|                   | BRA  | KOR  | IRL  |
| ----------------- | ---- | ---- | ---- |
| BRA Brasil        | —    | 3–10 | 11–2 |
| KOR Coreia do Sul | 10–3 | —    | 14–3 |
| IRL Irlanda       | 2–11 | 3–14 | —    |

### Grupo B
| Equipe        | J | V | D | PF | PS | S   |
| ------------- | - | - | - | -- | -- | --- |
| THA Tailândia | 2 | 2 | 0 | 30 | 3  | 27  |
| CHN China     | 2 | 1 | 1 | 8  | 13 | –5  |
| CAN Canadá    | 2 | 0 | 2 | 5  | 27 | –22 |

|               | CAN  | CHN  | THA  |
| ------------- | ---- | ---- | ---- |
| CAN Canadá    | —    | 5–5* | 0–22 |
| CHN China     | 5*–5 | —    | 3–8  |
| THA Tailândia | 22–0 | 8–3  | —    |

### Grupo C
| Equipe           | J | V | D | PF | PS | S  |
| ---------------- | - | - | - | -- | -- | -- |
| GBR Grã-Bretanha | 2 | 2 | 0 | 13 | 8  | 5  |
| POR Portugal     | 2 | 1 | 1 | 10 | 10 | 0  |
| ARG Argentina    | 2 | 0 | 2 | 9  | 14 | –5 |

|                  | ARG | GBR | POR |
| ---------------- | --- | --- | --- |
| ARG Argentina    | —   | 4–8 | 5–6 |
| GBR Grã-Bretanha | 8–4 | —   | 4–5 |
| POR Portugal     | 6–5 | 5–4 | —   |

### Grupo D
| Equipe        | J | V | D | PF | PS | S  |
| ------------- | - | - | - | -- | -- | -- |
| JPN Japão     | 2 | 2 | 0 | 15 | 9  | 6  |
| HKG Hong Kong | 2 | 1 | 1 | 12 | 11 | 1  |
| ESP Espanha   | 2 | 0 | 2 | 7  | 14 | –7 |

|               | ESP | HKG | JPN |
| ------------- | --- | --- | --- |
| ESP Espanha   | —   | 4–6 | 3–8 |
| HKG Hong Kong | 6–4 | —   | 6–7 |
| JPN Japão     | 8–3 | 7–6 | —   |

## Fase final
|  | Quartas de final | Quartas de final  | Quartas de final |               |           | Semifinais    | Semifinais          | Semifinais          |                     |  | Final | Final            | Final |
|  |                  |                   |                  |               |           |               |                     |                     |                     |  |       |                  |       |
|  | A1               | KOR Coreia do Sul | 6                |               |           |               |                     |                     |                     |  |       |                  |       |
|  | B2               | CHN China         | 6*               |               |           |               |                     |                     |                     |  |       |                  |       |
|  | B2               | CHN China         | 6*               |               | B2        | CHN China     | 6                   |                     |                     |  |       |                  |       |
|  |                  |                   |                  |               | B2        | CHN China     | 6                   |                     |                     |  |       |                  |       |
|  |                  | C2                | POR Portugal     | 4             |           |               |                     |                     |                     |  |       |                  |       |
|  | D1               | C2                | POR Portugal     | 4             | JPN Japão | 2             |                     |                     |                     |  |       |                  |       |
|  | D1               |                   |                  |               | JPN Japão | 2             |                     |                     |                     |  |       |                  |       |
|  | C2               | POR Portugal      | 10               |               |           |               |                     |                     |                     |  |       |                  |       |
|  |                  |                   |                  |               |           |               |                     |                     |                     |  | B2    | CHN China        | 5     |
|  |                  |                   | B1               | THA Tailândia | 10        |               |                     |                     |                     |  |       |                  |       |
|  | B1               | THA Tailândia     | 11               |               |           |               |                     |                     |                     |  |       |                  |       |
|  | A2               | BRA Brasil        | 1                |               |           |               |                     |                     |                     |  |       |                  |       |
|  | A2               | BRA Brasil        | 1                |               | B1        | THA Tailândia | 18                  |                     |                     |  |       |                  |       |
|  |                  |                   |                  |               | B1        | THA Tailândia | 18                  |                     |                     |  |       |                  |       |
|  |                  | C1                | GBR Grã-Bretanha | 1             |           |               | Disputa pelo bronze | Disputa pelo bronze | Disputa pelo bronze |  |       |                  |       |
|  | C1               | GBR Grã-Bretanha  | 11               |               |           |               | C2                  | POR Portugal        | 5                   |  |       |                  |       |
|  | D2               | HKG Hong Kong     | 3                |               |           |               |                     |                     |                     |  | C1    | GBR Grã-Bretanha | 7     |